# Есильское
Есильское (каз. Есіл) — село в Есильском районе Северо-Казахстанской области Казахстана. Село входит в состав Покровского сельского округа.

## Население
В 1999 году население села составляло 210 человек (108 мужчин и 102 женщины). По данным переписи 2009 года, в селе проживало 155 человек (83 мужчины и 72 женщины).